# Françoise Waquet
Pour les articles homonymes, voir Waquet.
Françoise Waquet, née le 8 mai 1950 à Perpignan, est une historienne française.

## Biographie
Après avoir fait ses études secondaires au lycée de Perpignan, elle commence ses études supérieures à l'université de Montpellier (maîtrise de lettres modernes, 1971) puis à l'université Toulouse-Jean-Jaurès (licence d'histoire et géographie, 1972) avant d'entrer à l'École nationale des chartes.
Archiviste paléographe, Françoise Waquet consacre sa thèse de l'École des chartes aux fêtes royales sous la Restauration (1977). En 1979, elle soutient un diplôme de l’École pratique des hautes études (IVe section) sur la pratique du voyage savant à partir de l'exemple de Johannes Fredericus Gronovius. Elle travaille ensuite sur les relations intellectuelles entre savants français et italiens dans sa thèse de doctorat d'État (1987) de l'université Paris-Sorbonne.
Directrice de recherche émérite au CNRS, elle travaille sur les formes de la sociabilité des savants, au sein de la « République des Lettres » et des milieux intellectuels. Elle a notamment étudié la communication au sein de ce milieu, les usages savants du latin et l'importance de l'oralité.

## Distinctions

### Décoration
Le 14 avril 2017, elle est nommée au grade de chevalier dans l'ordre national de la Légion d'honneur au titre de « directrice de recherche honoraire au Centre national de la recherche scientifique ; 43 ans de services ».

### Prix
En 1999, elle reçoit le  prix Augustin-Thierry, en 2003 la médaille d'argent du CNRS, en 2011 le prix Biguet 2011 et en 2020 le prix Madeleine-Laurain-Portemer de l'Académie des sciences morales et politiques.

### Titre honorifique
En 2006, elle est nommée docteur honoris causa de l'université de Bologne.

## Publications
- Les fêtes royales sous la Restauration ou l'Ancien régime retrouvé, Paris, Arts et métiers graphiques ; Genève, Droz, 1981
- Johannes Fredericus Gronovius, pèlerin de la République des lettres : recherches sur le voyage savant au XVIIe siècle, Genève, Droz, 1984 (édition, avec P. Dibon)
- Le modèle français et l'Italie savante : conscience de soi et perception de l'autre dans la république des lettres (1660-1750), Rome, École française de Rome, 1989
- Rhétorique et poétique chrétiennes : Bernardino Perfetti et la poésie improvisée dans l'Italie du XVIIIe siècle, Florence, L.S. Olschki, 1992
- Commercium litterarium, La communication dans la République des Lettres (1600-1750), Amsterdam, Maarssen, APA-Holland university press, 1994 (codir.)
- Gli spazi del libro nell' Europa del XVIII secolo, Bologne, Pàtron, 1997 (codir.)
- La République des lettres, Paris, Belin, 1997 (avec Hans Bots)
- Le latin, ou L'empire d'un signe : XVIe – XXe siècle, Paris, A. Michel, 1998
- Mapping the world of learning. The Polyhistor of Daniel Georg Morhof, Wiesbaden, Harrassowitz, 2000 (dir.)
- Le prince et son lecteur. Édition de Les délassements littéraires ou Heures de lecture de Frédéric II de Charles Dantal, Paris, H. Champion, 2000
- Parler comme un livre : l'oralité et le savoir (XVIe – XXe siècle), Paris, A. Michel, 2003
- Les enfants de Socrate : filiation intellectuelle et transmission du savoir, XVIIe – XXIe siècle, Paris, A. Michel, 2008
- L'ordre matériel du savoir : comment les savants travaillent : XVIe – XXIe siècles. Paris, CNRS éditions, 2015
- Une histoire émotionnelle du savoir : XVIIe – XXIe siècle, Paris, CNRS éditions, 2019
- Dans les coulisses de la science : techniciens, petites mains et autres travailleurs invisibles, CNRS éditions, 2022, 347 p. (ISBN 978-2-271-13549-0)